# Александар Димитријевић (сликар)
Александар Димитријевић (Ужице, 1977) je српски сликар.

## Биографија
Рођен је 1977. године у Ужицу. Завршио је Академију уметности Универзитета у Новом Саду 2004. у класи професора Милана Блануше, на истој академији је магистрирао 2010. и докторирао 2014. Од 2004. године је излагао на тридесет самосталних и преко 150 групних изложби, како у земљи тако и у иностранству. За свој рад је награђиван више пута. Његови радови се налазе у бројним домаћим и страним колекцијама, у Музеју савремене уметности Војводине, Културном центру Београда, Теленору, Rene Block, ImagoMundi Benetton и у многим приватним колекцијама у Београду, Риму, Лос Анђелесу, Амстердаму, Ротердаму, Барселони, Берлину, Минхену, Хановеру, Копенхагену, Ослу, Бечу и другим. Оснивач је Удружења визуелних уметника Ужица, галерије „Рефлектор” и Дечје културне зоне.